# Nami Nemoto
Nami Nemoto (Japans: 根本奈美, Nemoto Nami) (Kamishihoro (Subprefectuur Tokachi,  24 maart 1975) is een Japans voormalig langebaanschaatsster. Als een van de weinige Japanse schaatsers was ze gespecialiseerd in de lange afstanden (3000 en 5000 meter).
Nemoto gooide al op jonge leeftijd hoge ogen door in 1992 wereldkampioen bij de junioren te worden. In datzelfde jaar debuteerde ze in het internationale seniorencircuit en reed ze haar eerste wereldbekerwedstrijd. In de loop van de jaren ontwikkelde ze zich steeds meer als een stayer, met grote voorkeur voor de langste afstand (5000 meter). Nemoto nam vijf keer deel aan een WK Allroundtoernooi. Twee keer eindigde ze in de top tien, in 2002 als tiende, in 2005 behaalde ze haar beste resultaat met een negende plaats.
In 2002 deed Nemoto mee aan de Olympische Winterspelen van Salt Lake City, ze werd achttiende op de 3000 meter en viel op de 5000 meter. In 2006 plaatste ze zich voor de Olympische 1500 meter, ze werd 29e op die afstand. Ook deed ze met landgenotes Eriko Ishino, Hiromi Otsu en Maki Tabata mee aan de ploegenachtervolging, waar ze een vierde plaats behaalde.

## Resultaten
| jaar | CK Azië | WK Allround | WK Afstanden                         | Olympische Spelen          | WK Junioren |
| ---- | ------- | ----------- | ------------------------------------ | -------------------------- | ----------- |
| 1992 |         |             |                                      |                            | Goud        |
| 1994 |         |             |                                      |                            | 4e          |
| 1998 |         |             | 15e 3000m 10e 5000m                  | 15e 5000m                  |             |
| 1999 | Zilver  | nc15        | 18e 1500m 17e 3000m 12e 5000m        |                            |             |
| 2001 | Zilver  | nc15        | 15e 3000m 10e 5000m                  |                            |             |
| 2002 |         | 10e         |                                      | 18e 3000m nf 5000m         |             |
| 2003 | Zilver  | nc16        | 14e 1500m 20e 3000m nf 5000m         |                            |             |
| 2005 | Goud    | 9e          | 11e 300m · 13e 5000m · achtervolging |                            |             |
| 2006 | nc9     |             |                                      | 29e 1500m 4e achtervolging |             |

## Wereldrecords
| Nr. | Afstand | Tijd    | Datum         | Baan    |
| --- | ------- | ------- | ------------- | ------- |
| jr1 | 3000 m  | 4.18,88 | 25 maart 1994 | Calgary |